# 瓜子姬與天邪鬼
《瓜子姬與天邪鬼》是日本最著名的一則傳說與童話。
從瓜生出來的瓜子姬是日本民間故事的主角。像桃太郎一般，從植物裡生出來的人物很活躍的一則民間故事。在日本全國被廣為流傳著，故事的發展也會根據地方不同而有差異。還有，主角的名字除了叫「瓜子姬」 以外，還有叫「瓜姬」、「瓜姬子」、「瓜子織姬」、「瓜女」等等。

## 故事概要

### 典型版本
很久很久以前，在某地住著一對老夫婦，他們沒有孩子，有一天老爺爺和平常一樣到他的田地種田，而老奶奶在河邊洗衣服時，撿到一個瓜，她很高興的帶回家和老爺爺一起切開它，沒想到居然從裡生出來的一個小女娃，就給她取名叫「瓜子姬」，她被老爺爺與老奶奶非常細心的養育著。
隨著時間流逝，瓜子姬也漸漸的長大，而她在織布方面非常擅長，每天都會用美妙的歌聲來唱歌和織布，在之後甚至還論及婚嫁。
但有一天老爺爺與老奶奶一起到鎮上去買東西的時候，老爺爺與老奶奶囑咐瓜子姬不能讓天邪鬼進來，可是她還是被前來的天邪鬼給騙了，接著她就被天邪鬼給帶走了。

### 變形版本
在那之後故事的詳細結果根據不同的地方發展出各式各樣的版本，在東北地方是公主死了這樣的結果比較多。流傳著被花言巧語的公主被帶到柿子樹上然後被摔墜落而死的這樣的情節，天邪鬼在殺了她之後把她的皮給扒下來，並冒充穿著和服的公主去欺騙老夫婦食用公主的肉的料理的悲慘故事。在西日本的版本是，瓜子姬只是被吊在樹上而變得無法下來，但沒有死，而瓜子姬在樹上告發了天邪鬼的惡行並訴求幫助這樣的故事比較多，也較常作為美好童話故事的結局。而天邪鬼的目的只是單純的惡作劇，並代替公主結婚的企圖等也有各式各樣的版本。
天邪鬼冒充成瓜子姬的樣子結婚，並把吊在樹上的公主（或是被牠殺的公主的遺骸轉化成小鳥）來告發天邪鬼這樣內容的形式，被考慮成灰姑娘等代表的新娘代替型的民間故事的一種型態。
天邪鬼在故事最後往往都被殺死，也有少數在他被發現後而逃之夭夭。天邪鬼在被殺死後被馬拖到蕎麥田和栗田間等地，或著為用牠的血來灌溉植物，所以一些植物的莖是紅色的。這是被做為是海奴韋萊型神話留下來的一種類型。

## 都市傳說
在現在，午夜12點到鏡子前說「瓜子姬」的話，天邪鬼就會前來作惡的這樣的都市傳說。不過據說是看不到天邪鬼的樣子，而卻是用鏡子對說出「瓜子姬」的人作惡。

## 瓜子姬與天邪鬼登場的作品
- 不沉睡的少女-以瓜子姬與天邪鬼為題材的高橋克彥的恐怖小說。。
- 早晨不來臨夜晚被抱起 -ETERNAL NIGHT-
- 侍道3 Plus-處理刀和茅方面的少女「賣子」登場。顯現的真面目是天邪鬼，她被天邪鬼帶走後被殺死。
- 小桃與小茜的書-在劇中劇裡登場。這是作者松谷美代子所採用的故事，是一種戲仿作品。
- 月光條例
- 夢幻的樹-諸星大二郎漫畫。「怪談比留子」系列的一個故事。
- 來自河川-「夢幻的樹」的續集。
- 夜晚的船-岩本隆雄。
- 要聽神明的話-金城宗幸-天邪鬼迷宫
- 鬼燈的冷徹
- 徒花異譚

## 外部連結
- （日語） 瓜子姬與天邪鬼 （页面存档备份，存于）